# Tony Pollard
Tony Pollard (Memphis, Tennessee, 30 de abril de 1997) es un jugador profesional estadounidense de fútbol americano que se desempeña en la posición de running back en Tennessee Titans, equipo de la National Football League (NFL).

## Carrera
Fue seleccionado en la cuarta ronda en la Reunión Anual de Selección de Jugadores de la NFL de 2019. Hizo su debut profesional con el equipo Dallas Cowboys, donde jugó cinco temporadas, en 2024 pasó a Tennessee Titans.